# La Granja (Estremadura)
La Granja – gmina w Hiszpanii, w prowincji Cáceres, w Estramadurze, o powierzchni 14,94 km². W 2011 roku gmina liczyła 361 mieszkańców.